# Когтев, Константин Александрович
Константин Александрович Ко́гтев (1903—1991) — советский режиссёр документального кино. Заслуженный деятель искусств РСФСР (1965). Лауреат Сталинской премии второй степени (1951).

## Биография
Родился 17 (30) апреля 1903 года. В 1927 году окончил художественный факультет ГТК. С 1930 года в кино. Один из основателей киножурнала «Наука и техника», режиссёр более 200 его выпусков.

## Фильмография
- 1935 — Летающие игрушки
- 1936 — Модель самолёта
- 1938 — Последний дозор (вместе с В. Н. Журавлёвым)
- 1940—1972— Наука и техника (киножурнал)
- 1948 — Люди, опередившие время
- 1959 — Человек становится к пульту
- 1960 — 90-летие со дня рождения Ленина
- 1965 — Лесная сказка

## Награды и премии
- 1951 — Сталинская премия второй степени — за создание киножурнала «Наука и техника» (№ 1—12; 1950)
- 1965 — заслуженный деятель искусств РСФСР